# Takuma Shikayama
Takuma Shikayama (japanisch 鹿山 拓真 Shikayama Takuma; * 26. Mai 1996 in Nagasaki) ist ein japanischer Fußballspieler.

## Karriere
Shikayama erlernte das Fußballspielen in den Schulmannschaften der Kosakaki Secundary School, der Nagasaki Nanzan High School und der Universitätsmannschaft der Tokai-Gakuen-Universität. Von April 2018 bis Saisonende wurde er von der Universität an V-Varen Nagasaki ausgeliehen. Der Verein aus Nagasaki, einer Stadt in der Präfektur Nagasaki spielte bis Ende 2018 in der ersten japanischen Liga, der J1 League. Am Ende der Saison musste er in die zweite Liga absteigen. Nach der Ausleihe wurde er von V-Varen im Februar 2019 fest unter Vertrag genommen. Am 1. August 2021 wechselte er auf Leihbasis zum Drittligisten Kataller Toyama. Für den Verein aus Toyama absolvierte er fünf Ligaspiele. Nach der Ausleihe wurde er am 1. Februar 2022 fest von Kataller unter Vertrag genommen.